# Endomelanconium phoenicicola
Endomelanconium phoenicicola är en svampart som beskrevs av Yanna, K.D. Hyde & Goh 1999. Endomelanconium phoenicicola ingår i släktet Endomelanconium och familjen Helotiaceae.   Inga underarter finns listade i Catalogue of Life.